# مارينا ويلر
مارينا كلير ويلر (بالإنجليزية: Marina Claire Wheeler)‏ هي محامية وصحفية بريطانية ولدت في يوم 18 أغسطس 1964 في برلين الغربية لأب بريطاني وأم هندية سيخية. والدها هو الصحفي ومذيع بي بي سي السابق تشارلز ويلر. هي الزوجة السابقة لرئيس الوزراء البريطاني بوريس جونسون، تعرفا على بعضهم في الطفولة وتزوجا في سنة 1993 وأنجبت منه بنتين وولدين. في سنة 2018 أعلنوا عن إنفصالهم، وفي 2020 انتهت علاقتهم بالطلاق.